# Amozoquillo Piletas
Amozoquillo Piletas är en ort i Mexiko.   Den ligger i kommunen Palmar de Bravo och delstaten Puebla, i den sydöstra delen av landet, 190 km öster om huvudstaden Mexico City. Amozoquillo Piletas ligger 2 384 meter över havet och antalet invånare är 603.
Terrängen runt Amozoquillo Piletas är huvudsakligen kuperad, men åt nordväst är den platt. Runt Amozoquillo Piletas är det ganska tätbefolkat, med 96 invånare per kvadratkilometer. Närmaste större samhälle är San José Esperanza, 3,3 km norr om Amozoquillo Piletas. Omgivningarna runt Amozoquillo Piletas är en mosaik av jordbruksmark och naturlig växtlighet.